# Cheiracanthus
Cheiracanthus (van Grieks: χείρ kheír, 'hand' en Grieks: ἄκανθα akantha, 'stekel') is een geslacht van uitgestorven stekelhaaien (Acanthodii), dat leefde in het Devoon.

## Beschrijving
Het was een diepgebouwde stekelhaai van ongeveer 30 centimeter lang met een vrij hoog lichaam dat bedekt was met kleine, met knobbeltjes bezette schubben. Het dier had een stompe kop, een heterocerke staart en vinnen die beschermd werden door stekels. De grote ogen waren ver naar voren geplaatst aan weerszijden van de kop. In tegenstelling tot veel andere stekelhaaien had hij één enkele rugvin. Cheiracanthus zwom op gemiddelde diepte in meren en rivieren en greep kleine prooien in zijn gapende kaken. Hele fossielen van deze vis komen alleen voor in rotsen uit het Midden-Devoon in Schotland, maar de kenmerkende kleine, versierde schubben duiken overal ter wereld op, tot in het zuiden van Antarctica.

## Leefwijze
Deze vis leefde in zoet water.

## Vondsten
Fossielen van deze vis werden gevonden in Europa en Antarctica.